# État libre de Mecklembourg-Strelitz
Pour les articles homonymes, voir Mecklembourg-Strelitz.
1918–1933
Entités précédentes :
- Grand-duché de Mecklembourg-Strelitz

Entités suivantes :
- Mecklembourg-Poméranie-Occidentale

L'État libre de Mecklembourg-Strelitz est un État allemand qui était membre de la république de Weimar et du Troisième Reich de 1918 à 1934. Il fit suite au grand-duché de Mecklembourg-Strelitz.

## Histoire
Après la chute de la monarchie en 1918, le Mecklembourg-Strelitz abolit la monarchie et constitua un État fédéré de la république de Weimar sous le nom d'État libre de Mecklembourg-Strelitz (Freistaat Mecklenburg-Strelitz) et resta en tant que tel membre de l'État allemand (loi du 23 mai 1923). Le maintien des petits États allemands s'avéra avec le temps financièrement impossible. En 1918, en effet, les caisses de l'État étaient laissées vides par le dernier grand-duc. La Cour suprême de Leipzig rechercha une solution pour unir le Schwerin au Strelitz, ce qui se solda par un échec. Les plans d'une adhésion politique à la Prusse échouèrent en 1932. La réunification du Mecklembourg-Strelitz et du Mecklembourg-Schwerin eut lieu sous la pression du Parti national-socialiste des travailleurs allemands (NSDAP) le 1er janvier 1934 : un seul État fédéré est alors mis en place, réunissant les deux Mecklembourg. À l'avenir, « la région devint de façon permanente le Mecklembourg des NSDAP », puisque le parlement mecklembourgeois fut dissous après le vote sur la fusion des deux États fédérés.
La principauté de Stargard en tant que région centrale du Mecklembourg-Strelitz fut transformée en 1934 en cercle politique de Stargard et exista sous ce nom pendant et après la Seconde Guerre mondiale, jusqu'à la réforme de l'administration par la République démocratique allemande (RDA) en 1952. Les territoires du nord-est sont devenus le cercle Schönberg. En 1960, il fut rebaptisé cercle Grevesmülhen. En 1994, le district de Mecklembourg-Strelitz fut de nouveau formé.